# NGC 1402
NGC 1402 este o astronomical radio source⁠(d) situată în constelația Eridanul. A fost descoperită în 1886 de către Francis Leavenworth. Se află la o distanță de 56,36 de megaparseci de Pământ.